# Liczebniki główne potęg tysiąca

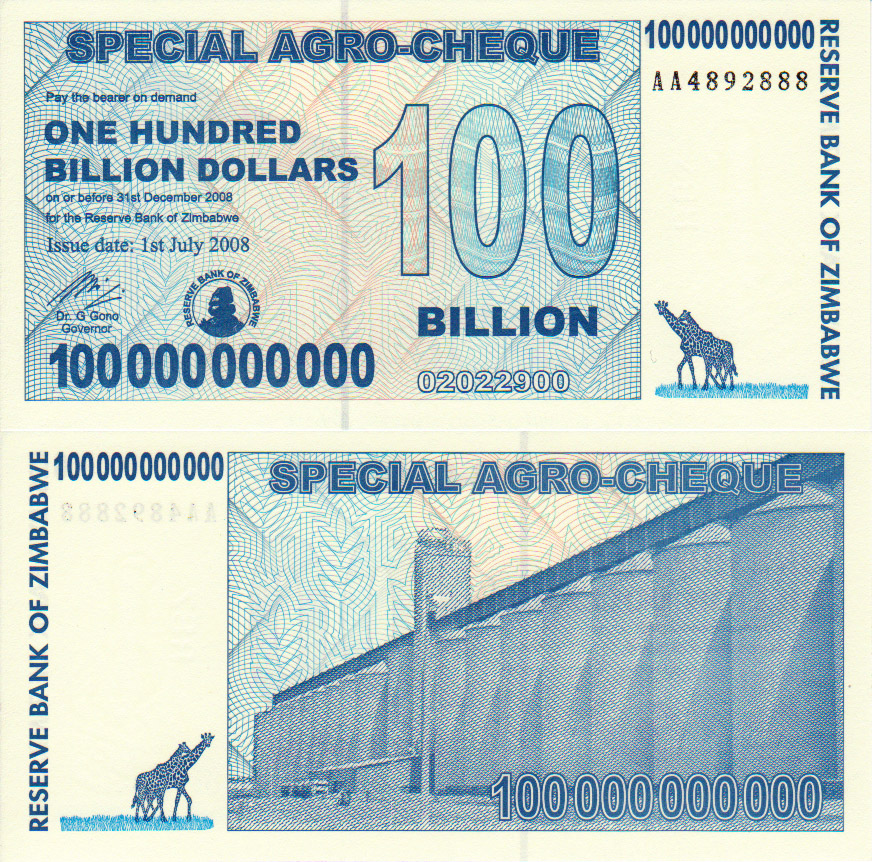
Sto miliardów dolarów Zimbabwe podpisane One hundred billion dollars ze względu na stosowanie w Zimbabwe krótkiej skali

Liczebniki główne potęg tysiąca – słowa oznaczające liczby o wykładniku naturalnym takie jak 103, 106, 109 (czyli tysiąc, milion, miliard) i wyższe.
Liczebniki takie tworzone są w różnych językach świata według różnych reguł. Dwa najbardziej rozpowszechnione systemy takich liczebników to długa skala (fr. échelle longue) i krótka skala (fr. échelle courte). Systemy te posługują się analogicznymi nazwami (różniącymi się jedynie ortografią) w odniesieniu do różnych liczb. Na przykład słowo bilion, które w Polsce i w większości krajów europejskich oznacza milion milionów (1012), w krajach anglojęzycznych (ang. billion) określa tysiąc milionów (109) – czyli polski miliard. Wybór długiej lub krótkiej skali zależy od kraju, języka, a nawet dziedziny zastosowania danego liczebnika; bywało też, że władze decydowały o zmianie obowiązującej w danym państwie skali.

## Opis
Teoretycznie możliwe jest tworzenie słów oznaczających niemal dowolnie wysokie liczby. Nazwy te są bowiem tworzone w oparciu o transkrypcje rdzeni kolejnych łacińskich liczebników porządkowych, a formalnie możliwe jest utworzenie 999 999 takich liczebników (w klasycznej łacinie nie było słowa określającego milion). W praktyce stosowane są jedynie te nazwy, na które występuje zapotrzebowanie. W naukach ścisłych i technice do oznaczania wysokich liczb stosuje się jednak zapis matematyczny, np. 5·1066 albo notację inżynierską, np. 5e66. Również w języku mówionym nie stosuje się nazw długich liczb, ponieważ podstawowa wiedza matematyczna jest bardziej rozpowszechniona niż wiedza o znaczeniu rzadko stosowanych nazw. Na przykład fraza pięć razy dziesięć do sześćdziesiątej szóstej jest wprawdzie dłuższa, ale bardziej zrozumiała, i również bardziej jednoznaczna niż pięć undecylionów. Słowne nazwy wielkich liczb najczęściej stosowane są w ekonomii, szczególnie przy opisie hiperinflacji. Gideon Gono z Banku Rezerw Zimbabwe otrzymał nawet nagrodę Ig Nobel 2009 „za dostarczenie obywatelom sposobu na codzienne obcowanie z szerokim zakresem liczb”. W ekonomii pojawiają się okazjonalnie liczby wyrażone w trylionach (1018). Przedrostki układu SI także sięgały tylko tryliona (eksa), w 1991 dodano dwa kolejne (zetta, jotta), rozszerzając ich system do kwadryliona, 1024, a w 2022 dodano ronna i quetta, rozszerzając ich system do kwintyliona, 1030. Największym liczebnikiem, jaki występuje w korpusach języka polskiego, jest oktylion (1048).

### Nazwy utrwalone w piśmiennictwie
Poniższa tabela wymienia wszystkie nazwy potęg tysiąca, które zostały odnotowane w jakichkolwiek polskich słownikach lub encyklopediach, a zatem nie są jedynie sztucznie utworzonymi konstrukcjami. Żaden inny tego typu liczebnik nie występuje w żadnym z polskich słowników czy encyklopedii wymienionych w bibliografii.
| Liczebnik               | Wartość na długiej skali (np. Polska) | Wartość na krótkiej skali (np. USA) | Etymologia |
| ----------------------- | ------------------------------------- | ----------------------------------- | --- |
| tysiąc                  | 103                                   | 103                                 | Etymologia jest niepewna. Polskie słowo „tysiąc” pochodzi od prasłowiańskiego †tysęštjь, a to prawdopodobnie od *tūs-dḱm̥t-i- „potężna setka”.                                                         |
| milion                  | 106                                   | 106                                 | Milioun jest starofrancuskim słowem, pochodzącym od starowłoskiego milione, będącym wzmocnioną wersją słowa mille, tysiąc.                                                                            |
| miliard                 | 109                                   | –                                   | Wyraz trafił do polszczyzny ze średniowiecznego francuskiego, gdzie był zapisywany miliart. Słowo to jest przekształconą nazwą miliona ze zmienioną końcówką. We francuskim pojawiło się w XVI wieku. |
| bilion                  | 1012=106·2                            | 109=103·2+3                         | Od łacińskiego bis, dwa razy. Dodana końcówka z milion lub miliard. |
| biliard                 | 1015=106·2+3                          | –                                   | Od łacińskiego bis, dwa razy. Dodana końcówka z milion lub miliard. |
| trylion                 | 1018=106·3                            | 1012=103·3+3                        | Łaciński przedrostek tri- oznacza trój-. Dodana końcówka z milion lub miliard. |
| tryliard                | 1021=106·3+3                          | –                                   | Łaciński przedrostek tri- oznacza trój-. Dodana końcówka z milion lub miliard. |
| kwadrylion              | 1024=106·4                            | 1015=103·4+3                        | Łaciński przedrostek quadri- oznacza czwór-. Dodana końcówka z milion lub miliard. |
| kwadryliard             | 1027=106·4+3                          | –                                   | Łaciński przedrostek quadri- oznacza czwór-. Dodana końcówka z milion lub miliard. |
| kwintylion              | 1030=106·5                            | 1018=103·5+3                        | Od łacińskiego quintus, piąty. Dodana końcówka z milion lub miliard. |
| kwintyliard             | 1033=106·5+3                          | –                                   | Od łacińskiego quintus, piąty. Dodana końcówka z milion lub miliard. |
| sekstylion              | 1036=106·6                            | 1021=103·6+3                        | Od łacińskiego sextus, szósty. |
| sekstyliard             | 1039=106·6+3                          | –                                   | Od łacińskiego sextus, szósty. |
| septylion               | 1042=106·7                            | 1024=103·7+3                        | Od łacińskiego septimus, siódmy. |
| septyliard              | 1045=106·7+3                          | –                                   | Od łacińskiego septimus, siódmy. |
| oktylion                | 1048=106·8                            | 1027=103·8+3                        | Od łacińskiego octāvus, ósmy. |
| oktyliard               | 1051=106·8+3                          | –                                   | Od łacińskiego octāvus, ósmy. |
| nonilion lub nonylion   | 1054=106·9                            | 1030=103·9+3                        | Od łacińskiego nonus, dziewiąty. |
| noniliard lub nonyliard | 1057=106·9+3                          | –                                   | Od łacińskiego nonus, dziewiąty. |
| decylion                | 1060=106·10                           | 1033=103·10+3                       | Od łacińskiego decĭmus, dziesiąty. |
| decyliard               | 1063=106·10+3                         | –                                   | Od łacińskiego decĭmus, dziesiąty. |
| undecylion              | 1066=106·11                           | 1036=103·11+3                       | Od łacińskiego undecĭmus, jedenasty. |
| undecyliard             | 1069=106·11+3                         | –                                   | Od łacińskiego undecĭmus, jedenasty. |
| duodecylion             | 1072=106·12                           | 1039=103·12+3                       | Od łacińskiego duodecĭmus, dwunasty. |
| duodecyliard            | 1075=106·12+3                         | –                                   | Od łacińskiego duodecĭmus, dwunasty. |
| centylion               | 10600=106·100                         | 10303=103·100+3                     | Od łacińskiego centum, sto. |
| centyliard              | 10603=106·100+3                       | –                                   | Od łacińskiego centum, sto. |

Warto zauważyć, że:
- Począwszy od biliona, nazwy pochodzą od łacińskich określeń kolejnych liczb naturalnych (w formie przedrostków lub liczebników porządkowych[10]).
- Jeśli dany liczebnik został utworzony od łacińskiej nazwy liczby n z dodatkiem -lion, to w tzw. skali długiej, obowiązującej także w Polsce, ma on wartość 106n=1 000 000n. Jest to zgodne z etymologią, np. bilion (łac. bi- dwu- +lion od milion) to milion do kwadratu, 1 000 000². W skali krótkiej, obowiązującej np. w USA, ma wartość 103n+3=1 000·1 000n.
- Liczebniki z przyrostkiem -liard są stosowane tylko w skali długiej, gdzie oznaczają liczbę z przyrostkiem -lion pomnożoną przez 1000.
- Polskie słowniki i encyklopedie przyrostek -liard zgodnie stosują tylko do miliarda, biliarda i tryliarda (Kopaliński ogranicza się tylko do miliarda), mimo iż w oczywisty sposób dałoby się użyć go także do kolejnych potęg, tworząc kwadryliard, kwintyliard itd. W tradycji angielskiej stosowało się określenia typu tysiąc bilionów, tysiąc trylionów itp.[11] Brak odpowiednich liczebników w polskich słownikach sugeruje stosowanie nazwy tysiąc kwadrylionów zamiast kwadryliarda itd., brak jednak jakiejkolwiek wykładni, która by to potwierdzała.
- Istnieją dwie potwierdzone formy liczebnika 1054 w języku polskim: nonilion lub nonylion. Uniwersalna Encyklopedia PWN podaje np. nonylion w haśle „Wielkie liczby – nazwy” i nonilion jako oddzielne hasło. Podobnie Słownik Wyrazów Obcych PWN Wiśniakowskiej podaje dwie formy – inną w tabeli, inną jako hasło. Kopaliński w Podręcznym Słowniku Wyrazów Obcych podaje tylko formę nonylion. Pozostałe źródła, w tym słowniki ortograficzne, sugerują jednak wyłącznie formę nonilion.
- Powyżej duodecyliona wymieniane są wyłącznie centylion[12], oraz googol (10100 bez względu na krótką/długą skalę)[12], który jednak nie jest potęgą tysiąca.
- Stosowane są czasem inne określenia, takie jak googolplex (10googol=1010100), ale mają jedynie status ciekawostki.

Słowniki angielskie ciągną proces konstruowania liczebników poza duodecylion, być może z uwagi na mniejszy zakres krótkiej skali, stosowanej w większości krajów anglojęzycznych. Kolejne liczebniki w wersji angielskiej brzmią: tredecillion, quattuordecillion, quindecillion (quinquadecillion), sexdecillion (sedecillion), septendecillion, octodecillion, novemdecillion (novendecillion), vigintillion. Nie są one znane w polskich słownikach, w dodatku octodecillion i novem(n)decillion są utworzone niezgodnie z regułami gramatyki łacińskiej, w której „osiemnasty” to duodevicesĭmus, a „dziewiętnasty” to undevicesĭmus.

## Historia

### Pochodzenie systemu nazw

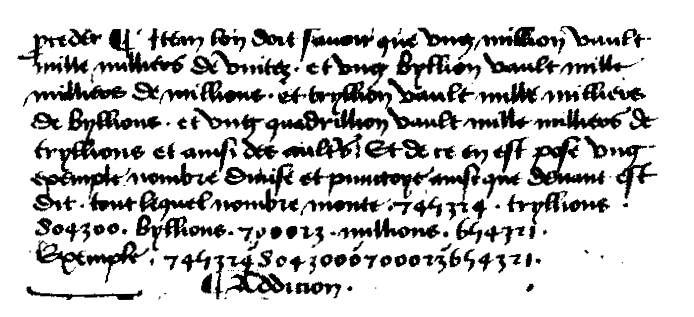
Fragment z manuskryptu Chuqueta

Słowa bymillion i trimillion były po raz pierwszy zapisane w roku 1475 w manuskrypcie autora Jehan Adam. Następnie Nicolas Chuquet napisał książkę Triparty en la science des nombres, która nie została wydana za jego życia. Jednakże większość z niej została skopiowana przez Estienne de La Roche jako fragment jego dzieła z 1520 L'arismetique. Książka Chuqueta zawiera fragment, w którym przedstawia on dużą liczbę podzieloną na grupy sześciu cyfr z komentarzem:

Ou qui veult le premier point peult signiffier million Le second point byllion Le tiers poit tryllion Le quart quadrillion Le cinqe quyllion Le sixe sixlion Le sept.e septyllion Le huyte ottyllion Le neufe nonyllion et ainsi des ault’s se plus oultre on vouloit preceder

(Lub wedle woli pierwszy znak może oznaczać million, drugi znak byllion, trzeci tryllion, czwarty quadrillion, piąty quyillion, szósty sixlion, siódmy septyllion, ósmy ottyllion, dziewiąty nonyllion i tak dalej, tak daleko jak życzysz sobie iść).

Adam i Chuquet używali długiej skali, czyli potęg miliona, podobnie jak dzisiaj w Polsce. Chociaż praca Chuqueta była pierwszym opublikowanym dziełem, podającym niektóre z nazw wielkich liczb, prawdopodobnie ani on, ani Adam nie byli ich twórcami:
- Milion z pewnością nie został wymyślony ani przez Adama, ani Chuqueta. Milioun jest starofrancuskim słowem, pochodzącym od starowłoskiego milione, będącym wzmocnioną wersją słowa mille, tysiąc[7].
- Sposób, w jaki Adam i Chuquet wprowadzają te słowa, sugeruje, że raczej zapisują ich wcześniejsze użycie, niż je wymyślają. Jedną z oczywistych możliwości jest istnienie już wówczas słów podobnych do bilion i trylion, które Chuquet, ekspert w zakresie potęgowania, rozszerzył według tego samego schematu, dodając nazwy dla kolejnych potęg.
- Nazwy Chuqueta są podobne, ale nie identyczne, do używanych obecnie, także w języku francuskim (w obecnej francuskiej pisowni: billion, trillion).

### Kalendarium
| 1475               | Francuski matematyk Jehan Adam użył słów „bymillion” i „trimillion” jako odpowiednio 1012 i 1018 (długa skala). |
| 1484               | Francuski matematyk Nicolas Chuquet, w swojej pracy „Triparty en la science des nombres” stosował słowa byllion, tryllion, quadrillion, quyllion, sixlion, septyllion, ottyllion i nonyllion na oznaczenie 1012, 1018 itd. (długa skala). Praca Chuqueta nie została opublikowana aż do lat siedemdziesiątych XIX wieku, jednak jej większa część została skopiowana bez zaznaczenia oryginalnego autora przez Estienne de La Roche i opublikowana w 1520 w jego książce L'arismetique                                                                           |
| 1549               | Jacques Peletier użył słowa miliard (milliart) jako million de millions, czyli 1012. Twierdził przy tym, że nazwa ta pochodzi od Guillaume Budé (1467–1540), uczonego francuskiego. |
| XVII wiek          | Tradycyjne grupy sześciu cyfr zostały rozbite na grupy trzycyfrowe. We Francji i we Włoszech niektórzy uczeni zaczęli stosować „bilion” w znaczeniu 109 (krótka skala). Ówcześni językoznawcy określali to jako błąd. Większość nadal stosowała określenie „tysiąc milionów” albo termin Peletiera, milliart. Słowo miliard, używane początkowo w Anglii, rozprzestrzeniło się na Francję, Niemcy, Włochy i resztę Europy, które poza tym używały oryginalnej długiej skali Chuqueta.                                                                            |
| Połowa XVIII wieku | Słowo billion w znaczeniu 109 (krótka skala) rozpowszechniło się w koloniach brytyjskich w Ameryce. |
| Wczesny wiek XIX   | Francja powszechnie przeszła na krótką skalę, następnie Stany Zjednoczone zaczęły uczyć krótkiej skali w szkołach. |
| 1926               | H. W. Fowler w Słowniku nowoczesnego języka angielskiego (A Dictionary of Modern English Usage) odnotował: „Powinno się pamiętać, że bilion nie oznacza w amerykańskim angielskim (tak jak we francuskim) tego samego co w brytyjskim. Dla nas jest to kwadrat miliona, czyli milion milionów (1 000 000); dla Amerykanów to tysiąc pomnożony dwukrotnie przez siebie, czyli tysiąc milionów (1 000 000), czyli to co my nazywamy miliardem. Skoro bilion jest w naszym odczuciu bezużyteczny dla wszystkich oprócz astronomów, szkoda że się tu nie zgadzamy.”. |
| 1948               | Na IX Generalnej Konferencji Miar proponowano powszechne użycie długiej skali. Propozycja była rozważana, ale nie znalazła się w ustaleniach końcowych. |
| 1960               | XI Generalna Konferencja Miar przyjęła Układ SI z jego własnymi przedrostkami, dzięki czemu jest niezależny od stosowanych liczebników. Ze względu na istnienie długiej i krótkiej skali odradzano stosowanie dwuznacznych określeń, takich jak bilion, trylion itp. |
| 1961               | Francja oficjalnie potwierdziła stosowanie długiej skali w Journal Officiel (oficjalna gazeta francuskiego rządu). |
| 1974               | Premier Wielkiej Brytanii Harold Wilson przekonał Izbę Gmin, że Wielka Brytania powinna w rządowych statystykach od zaraz przejść na krótką skalę. Do końca XX wieku wiele anglojęzycznych krajów (Irlandia, Australia, Nowa Zelandia i RPA) podążyło za Wielką Brytanią i przeszło na krótką skalę. Jednakże we wszystkich tych krajach nadal z przyzwyczajenia stosuje się niekiedy długą skalę i status krótkiej skali nie jest do końca pewny. |
| 1975               | Francuska matematyczka Geneviève Guitel wprowadziła terminy échelle courte (krótka skala) i échelle longue (długa skala). |
| 1994               | Włoski rząd potwierdził oficjalnie definicję biliona zgodną z długą skalą. |

## Obecny zasięg geograficzny długiej i krótkiej skali
długa skala
     krótka skala
     obie skale
     inny system
     brak danych

Użycie krótkiej i długiej skali na świecie:
długa skala
krótka skala
obie skale
inny system
brak danych

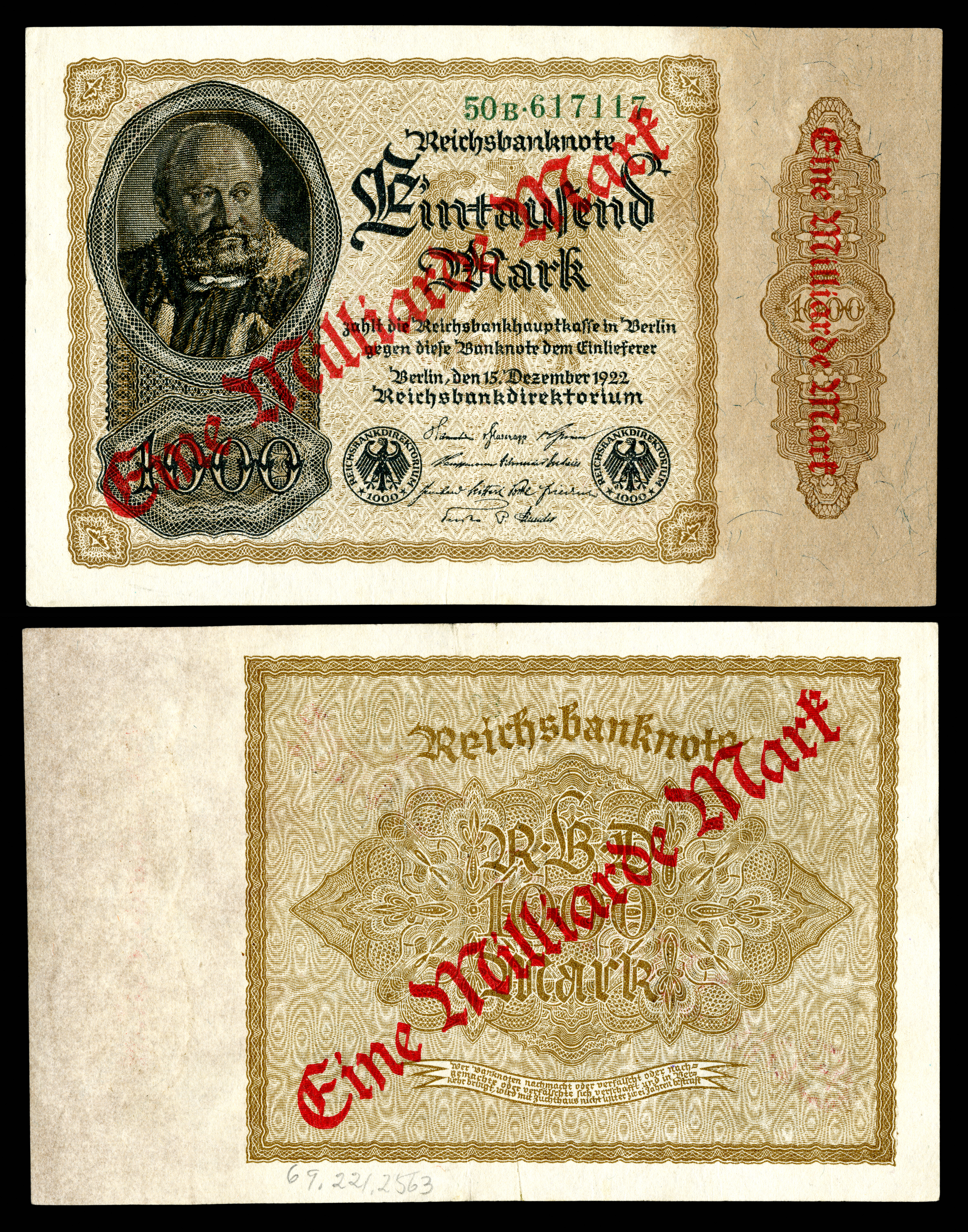
Banknot 1000 marek z 1922 roku, przestemplowany z powodu hiperinflacji na miliard marek, podpisany Eine Milliarde Mark – w Niemczech jest stosowana długa skala.

Istnienie różnych skal oznacza konieczność zachowania szczególnej uwagi przy tłumaczeniach i porównywaniu dużych liczb z różnych języków lub krajów, a czasem nawet z tego samego kraju. Na przykład dokumenty historyczne z Wielkiej Brytanii, Francji i Włoch mogą odwoływać się do krótkiej lub długiej skali w zależności od daty dokumentu, gdyż każde z tych państw stosowało każdy z tych systemów w swej historii. Dzisiejsza Wielka Brytania oficjalnie używa krótkiej skali, jednak zmiana nastąpiła niedawno (w 1974 roku), więc wiele osób jest ciągle przyzwyczajonych do długiej skali, która zresztą nadal bywa nazywana „systemem brytyjskim”. Stosowanie jednej lub drugiej skali jest też uzależnione od dziedziny – w tekstach ekonomicznych używa się często krótkiej skali, nawet po polsku – nie jest znane źródło tej praktyki, ale najprawdopodobniejsze jest to, że wynika ona z błędów w tłumaczeniu tekstów anglojęzycznych z dziedziny ekonomii, kiedy tłumacze zamieniają tylko nazwy liczb bez uwzględniania ich wielkości.

### Kraje stosujące długą skalę
106 = milion, 109 = miliard / tysiąc milionów, 1012 = bilion, 1015 = biliard / tysiąc bilionów, 1018 = trylion itp.
Tradycyjnie długa skala jest używana w większości krajów Europy (w tym w Polsce) i w większości pozaeuropejskich krajów z europejskim językiem (oprócz angielskiego). Wyjątkami są tu Grecja i Brazylia.

 Andora (kataloński: miliard lub mil milions, bilió)
 Argentyna (hiszpański: mil millones, billón)
 Austria (niemiecki: Milliarde, Billion)
 Belgia (francuski: milliard, billion; holenderski: miljard, biljoen; niemiecki: Milliarde, Billion)
 Bośnia i Hercegowina (serbski: милијарда milijarda, билион bilion; chorwacki: milijarda, bilijun)
 Chile (hiszpański: mil millones, billón)
 Chorwacja (milijarda, bilijun)
 Czechy (miliarda, bilion)
 Dania (milliard, billion)
 Dominikana (hiszpański: mil millones, billón)
 Ekwador (hiszpański: mil millones, billón)
 Finlandia (fiński: miljardi, biljoona; szwedzki: miljard, biljon)
 Francja (francuski: milliard, billion)
 Gwatemala (hiszpański: millardo, billón)
 Hiszpania (hiszpański: millardo lub mil millones, billón; kataloński: miliard lub mil milions, bilió)
 Holandia (miljard, biljoen)
 Islandia (milljarður, billjón)
 Kolumbia (hiszpański: mil millones, billón)
 Kostaryka (hiszpański: mil millones, billón)
 Liechtenstein (niemiecki: Milliarde, Billion)
 Luksemburg (luksemburski: milliard, billioun; francuski: milliard, billion; niemiecki: Milliarde, Billion)
 Meksyk (hiszpański: mil millones lub millardo, billón)
 Monako (francuski: milliard, billion)
 Niemcy (Milliarde, Billion)
 Norwegia (milliard, billion)
 Paragwaj (hiszpański: mil millones, billón)
 Peru (hiszpański: mil millones, billón)
 Polska (miliard, bilion)
 Portugalia (mil milhões lub milhar de milhões, bilião)
 Rumunia (miliard, bilion)
 Salwador (hiszpański: mil millones, billón)
 Serbia (милијарда milijarda, билион bilion)
 Słowacja (miliarda, bilión)
 Słowenia (milijarda, bilijon)
 Szwajcaria (francuski: milliard, billion; niemiecki: Milliarde, Billion; włoski: miliardo, bilione)
 Szwecja (miljard, biljon)
 Urugwaj (hiszpański: mil millones lub millardo, billón)
 Wenezuela (hiszpański: mil millones lub millardo, billón)
 Węgry (milliárd, billió lub ezer milliárd)
 Włochy (miliardo, bilione)

### Kraje stosujące krótką skalę
106 = milion, 109 = bilion, 1012 = trylion itp.

#### Kraje / regiony anglojęzyczne
Większość krajów anglojęzycznych stosuje krótką skalę, w szczególności:

 Australia
 Filipiny (język angielski; niektóre słowa z krótkiej skali zostały zaadaptowane do filipińskiego)
 Hongkong (język angielski)
 Irlandia (język angielski)
 Nowa Zelandia
 Singapur (język angielski)
 Stany Zjednoczone
 Wielka Brytania (choć część tradycjonalistów nadal stosuje skalę długą)
 Zimbabwe

#### Inne kraje
Brazylia (portugalski: bilhão = 109, trilhão = 1012 itd.)
 Portoryko, hiszpańskojęzyczne terytorium stowarzyszone z USA, stosuje krótką skalę (billón = 109, trillón = 1012).

#### Krótka skala, ale z miliardem z długiej skali
Niektóre kraje zaadaptowały krótką skalę dla liczb od 1012 wzwyż, ale zachowały tradycyjne określenie 109 jako miliarda, choć w krótkiej skali ta liczba jest nazywana bilionem. Są to:

 Bułgaria   (милиард miliard, трилион trilion)
 Estonia   (miljard lub biljon, triljon)
 Indonezja   (milyar)
 Iran   (میلیارد milyard)
 Izrael   (מיליארד millyard)
 Litwa   (milijardas, trilijonas)
 Łotwa   (miljards)
 Rosja   (миллиард milliard, триллион trilion)
 Turcja   (milyar)
 Ukraina   (мільярд miljard, трильйон tryljon)

#### Krótka skala, ale z inną terminologią
Grecja:
- εκατομμύριο (ekatommyrio) „sto miriad” = 106,
- δισεκατομμύριο (disekatommyrio) „podwójne 100 miriad” = 109,
- τρισεκατομμύριο (trisekatommyrio) „potrójne sto miriad” = 1012,
- τετράκις εκατομμύριο (tetrakis ekatommyrio) „poczwórne sto miriad” = 1015,

itd.

### Zarówno krótka, jak i długa skala
Kanada – frankofoni stosują długą skalę: milliard, billion, anglojęzyczni krótką.
 Południowa Afryka – w afrikaans długa skala (miljard, biljoen), w angielskim krótka.

## Inne systemy nazewnictwa
Poniższe kraje mają własny system nazywania wielkich liczb i nie stosują ani długiej, ani krótkiej skali:
- Chiny – inne nazwy i symbole oparte na potęgach 10 000, zob. liczebniki chińskie[38].
- Indie,  Pakistan – w codziennym użytku jest system, w którym własne nazwy mają 103 , 105, 107, 109, 1011, 1013, 1015, 1017, 1019; wyjątkiem są jednak Hindusi mówiący po angielsku[39].
- Japonia – inne nazwy i symbole, dwa zestawy liczebników: rdzennie japoński i sinojapoński; pierwszy obejmuje dziś właściwie liczebniki od 1 do 10 oraz szczątkowo obecny jest w numerach dni czy liczbie lat; drugi, pochodzący z Chin, jest oparty na potęgach 10 000[40], zob. cyfry japońskie.
- Korea Południowa,  Korea Północna – inne nazwy i symbole, dwa zestawy liczebników: koreański i sinokoreański; pierwszy stosuje się np. do godzin; drugi, pochodzący z Chin, oparty na potęgach 10 000, stosuje się do opisu lat, miesięcy, dni, minut, pieniędzy, czy numerów telefonów[41], zob. cyfry koreańskie.

## System Conwaya i Guya
John Horton Conway i Richard Kenneth Guy zaproponowali w roku 1996 w swojej popularnonaukowej Księdze liczb rozszerzenie „słownikowego” systemu nazewnictwa na dowolnie duże liczby. Nazwy większych liczb, aż do 106·999=105994 (długa skala) lub 103·999+3=103000 (krótka skala) mogą być w ich wersji tworzone przez połączenie łacińskich rdzeni dla cyfr jednostek, dziesiątek i setek oraz przyrostka -lion. Wybór rdzeni w zakresie do 20 jest przy tym zgodny ze słownikami, a w zakresie od 21 do 999 pochodzi od autorów. Conway i Guy podali też metodę dalszego rozszerzania tego systemu, co pozwala w teorii na nazwanie dowolnie dużej liczby. Ich propozycje mają jedynie status ciekawostki matematyczno-lingwistycznej – brak odnotowanego wykorzystania ich nazw gdziekolwiek, poza rozmaitymi listami wielkich liczb w internecie.

### Źródła potwierdzające polskie nazwy liczebników
- Uniwersalna encyklopedia PWN, wersja 1. Wydawnictwo Naukowe PWN SA 2008. Brak numerów stron w książce, hasło „Wielkie liczby – nazwy”
- Słownik Języka Polskiego PWN. [dostęp 2009-02-01].
- Wielki słownik ortograficzny. Wydawnictwo Naukowe PWN. [dostęp 2009-02-01].
- Słownik wyrazów obcych PWN. Wydawnictwo Naukowe PWN, 1995. [dostęp 2009-02-01].
- Nowy słownik ortograficzny PWN wraz z zasadami pisowni i interpunkcji. Warszawa: WN PWN, 1996. ISBN 83-01-12111-4. Brak numerów stron w książce
- Dariusz Latoń, Iwona Fedan, Arkadiusz Latusek (red.): Nowy słownik ortograficzny. Kraków: Wydawnictwo Zielona Sowa, 2004. ISBN 83-7389-711-9. Brak numerów stron w książce
- Jan Grzenia: Słownik ortograficzny. Warszawa: Prószyński i S-ka, 2000. ISBN 83-7255-136-7. Brak numerów stron w książce
- Lidia Wiśniakowska: Słownik wyrazów obcych. PWN, 2004. ISBN 83-01-14196-4. Brak numerów stron w książce, hasło: „Wielkie liczby” (Addenda)
- Wielki słownik wyrazów obcych. Warszawa: PWN, 2005. ISBN 83-01-14455-6. Brak numerów stron w książce
- Władysław Kopaliński: Podręczny słownik wyrazów obcych. Warszawa: Wydawnictwo Wiedza Powszechna, 1996, s. 904-905 (tablica „Liczby”). ISBN 83-214-1088-X.
- Tomasz Karpowicz: Słownik ortograficzny języka polskiego. Muza, 2001, 2005. ISBN 83-7200-659-8. Brak numerów stron w książce
- Jerzy Podracki: Wielki słownik ortograficzno-fleksyjny. Warszawa: Bertelsmann Media, 2001, 2004. ISBN 83-7311-161-1. Brak numerów stron w książce

### Źródła potwierdzające angielskie nazwy liczebników
- American Heritage Dictionary. Wyd. 4. ISBN 0-395-82517-2. (ang.). Brak numerów stron w książce
- The Random House Dictionary. Wyd. 2nd Unabridged Edition. Random House, 1987. Brak numerów stron w książce
- Webster’s Third New International Dictionary, Unabridged. Merriam-Webster, 1993. Brak numerów stron w książce
- How Many? A Dictionary of Units of Measures [online], Russ Rowlett and the University of North Carolina at Chapel Hill [dostęp 2007-11-01] [zarchiwizowane z adresu 2018-10-06] (ang.).
- Oxford English Dictionary. Wyd. 2. Oxford, UK: Oxford University Press. ISBN 0-19-861186-2. Brak numerów stron w książce (wraz z dodatkami od publikacji w roku 1989)
- Oxford English Dictionary, New Edition. Oxford, UK: Oxford University Press. [dostęp 2007-04-30]. (ang.). Brak numerów stron w książce (wymagana subskrypcja)
- Shorter Oxford English Dictionary. Wyd. 3. Oxford: Clarendon Press, 1993. Brak numerów stron w książce